# 巴恩斯市 (愛荷華州)
巴恩斯市（英語：Barnes City）是美国艾奥瓦州馬哈斯卡縣和保厄斯克縣下轄的一个城市。2010年人口统计为176人。